# Fidżi na Letnich Igrzyskach Paraolimpijskich 2008
Fidżi na Letnich Igrzyskach Paraolimpijskich 2008 w Pekinie reprezentował jeden sportowiec, który nie zdobył żadnego medalu. Był to szósty start reprezentacji tego kraju na igrzyskach paraolimpijskich (po występach w latach 1964, 1976, 1996, 2000 i 2004).

## Wyniki

### Lekkoatletyka
Konkurencje biegowe
| Zawodnik        | Konkurencja       | Eliminacje | Eliminacje | Półfinał | Półfinał | Finał    | Finał   | Źródło |
| Zawodnik        | Konkurencja       | Rezultat   | Miejsce    | Rezultat | Miejsce  | Rezultat | Miejsce | Źródło |
| --------------- | ----------------- | ---------- | ---------- | -------- | -------- | -------- | ------- | ------ |
| Ranjesh Prakash | bieg na 100 m T12 | 12,38      | 4          | NQ       | NQ       | NQ       | NQ      | [ 2 ]  |
| Ranjesh Prakash | bieg na 200 m T12 | DNS        | DNS        | NQ       | NQ       | NQ       | NQ      | [ 3 ]  |